# Bhankalga, Afzalpur
Bhankalga là một làng thuộc tehsil Afzalpur, huyện Gulbarga, bang Karnataka, Ấn Độ.